# Franklin (Nova Hampshire)
Franklin é uma cidade localizada no estado americano de Nova Hampshire, no Condado de Merrimack.
18,4% da população da cidade vive abaixo da linha de pobreza,

## Demografia
Segundo o censo americano de 2000, a sua população era de 8405 habitantes.
Em 2006, foi estimada uma população de 8785, um aumento de 380 (4.5%).

## Geografia
De acordo com o United States Census Bureau tem uma área de
75,5 km², dos quais 71,4 km² cobertos por terra e 4,1 km² cobertos por água. Franklin localiza-se a aproximadamente 178 m acima do nível do mar.

## Localidades na vizinhança
O diagrama seguinte representa as localidades num raio de 28 km ao redor de Franklin.